# Ріттер Микола Сергійович
Микола Сергійович Ріттер (27 серпня 1865, Золотоноша — 19??) — український спортсмен та діяч спортивного і зокрема олімпійського руху часів Російської імперії. Учасник І Олімпійських ігор в Афінах 1896 року.

## Біографія
Народився 27 серпня 1865 року в сім'ї дрібнопомісного дворянина Полтавської губернії. Батько — відставний поручик німецького походження Сергій Олександрович фон Ріттер, мати — донька міського голови Золотоноші Софія Іванівна.
У січні 1888 р. 23-річний Микола Сергійович після завершення навчання переїхав до Києва. Поступив на службу до Київської казенної палати на посаду колезького секретаря. У вільний час займався боротьбою, стрільбою та фехтуванням.
У березні 1896 звільнився зі служби та поїхав брати участь в І Олімпійських іграх Афінах. Офіційної делегації від Російської імперії сформовано не було, проте на Іграх могли брати участь й індивідуальні учасники. М. Ріттер їде до Греції і подає заявку до секретаріату Олімпіади на участь у змаганнях з греко-романської (римської) боротьби, стрільби з карабіна і фехтування на рапірах.
Був кореспондентом газети «Кіевлянинь» на Олімпійських іграх. У кореспонденції під назвою «Олімпійські ігри», підготовленій 28 березня 1896 р., він написав: «Про себе можу повідомити, що на спробному випробуванні зі стрільби по рухливій мішені та з боротьби я пройшов першим: усі кулі вдало влучили в мішені, а бажаючих позмагатися у боротьбі вдалося здолати. …Того самого дня увечері всі вечірні газети дали звіти. Сьогодні вранці, на свій подив, я побачив власне зображення в різних позах в усіх великих газетах».
Проте, від участі у фінальних змаганнях він відмовився через втрату медальйона-талісмана, зміни клімату та недосконалості програми змагань, як він пояснював пізніше.
В Афінах Ріттер познайомився з видатним олімпійським діячем, українцем Олексієм Бутовським. Після Олімпіади пропагував олімпійські ідеї в Російській імперії. 9 квітня 1897 виступив спільно з П. Ф. Лесгафта в Санкт-Петербурзі з лекцією «Фізична досконалість людини, тілесне розвиток, полювання і спорт, Олімпійські ігри 1896 року». Ріттер у другому відділенні розповідав про відродження і розвитку фізкультурних вправ в XIX в., Історії Олімпійських ігор, про Іграх 1896. В лютому 1897 Ріттер подає до Міністерства народної освіти прохання про заснування Російського атлетичної комітету «для тілесного освіти і народного оздоровлення» з відділенням «Олімпійських ігор і всіх видів спорту». Такого установи тоді не було в жодній країні світу. Його погляди на розвиток спорту та олімпізму в Російській імперії обганяли свій час і не були зрозумілі чиновниками.
Ріттер брав участь у роботі II Олімпійського конгресу в Гаврі 23-31 липня 1897, на який отримав запрошення від П. де Кубертена і Е. Калло. Його обрали в кілька комісій конгресу. Ріттер виступав з доповіддю, в якому пропонував допустити «… професіоналів до участі в Олімпійських іграх і ввести особливий розряд спортсменів-професорів (вчителів з видів спорту)», які на той час були віднесені до розряду професіоналів і позбавлені права і можливості брати участь в Іграх.
У результаті пропаганди українцями О. Бутовським та М. Ріттером та петербуржцем Алексєєвим ідей сучасного олімпізму 17 жовтня 1897 р. в Петербурзі було зібрано представників 10 спортивних і гімнастичних товариств міста для обговорення участі в іграх II Олімпіади в Парижі команди спортсменів Росії та затвердження комітету для її підготовки. Проте їхні зусилля були марні.
На II Олімпійських іграх у Парижі 1900 р. від Російської імперії були присутні декілька спортсменів, в тому числі й українець Петро Заковорот.
Подальша доля Ріттера невідома.